# Louis Althusser
Louis Althusser (Birmendreïs, 16 ottobre 1918 – La Verrière, 22 ottobre 1990) è stato un filosofo francese, principale teorico del marxismo strutturale (un approccio analitico anti-empiristico, anti-umanistico ed anti-idealistico al pensiero marxista), oltreché una delle personalità di spicco della corrente filosofico-antropologica strutturalista (a cui egli tuttavia negava di appartenere) e post-strutturalista tra i primi anni sessanta ed i primissimi anni ottanta, assieme a pensatori quali Claude Lévi-Strauss, Jacques Lacan, Michel Foucault, Roland Barthes, Pierre Klossowski e Gilles Deleuze.

## Biografia
Compie i suoi studi ad Algeri e a Marsiglia, prima di essere accolto all'École normale supérieure (ENS) nel 1939. Arruolato e fatto prigioniero nel 1940, passa il resto del periodo della guerra in prigionia. Dal 1945 al 1948, è studente dell'ENS, nella facoltà di filosofia. Dalla militanza cattolica giovanile, diventa marxista e si iscrive al Partito Comunista Francese nel 1948. Nello stesso anno, diventa assistente presso l'École Normale; lo resterà fino al 1980.
La sua attività accademica da allora è inframezzata da frequenti soggiorni in clinica psichiatrica. Il 16 novembre 1980 uccide, strangolandola, sua moglie Hélène Rytmann, nel loro appartamento presso l'università; lui stesso annuncia la cosa, poi, al medico dell'ENS, il dr. Étienne, che contatta le autorità psichiatriche. Viene dichiarato (febbraio 1981) mentalmente infermo al momento dei fatti.
La vicenda e la sentenza psichiatrica creano scalpore. Ad esempio, sul quotidiano Le Monde del 14 marzo 1985, un articolo di Claude Sarraute, scritto a proposito del successo di un libro dello scrittore giapponese Issei Sagawa, che raccontava un episodio simile, denunciava la compiacenza dell'opinione pubblica su un fatto così infamante. Alcuni amici suggeriscono ad Althusser di protestare; ma la critica di Sarraute era fondata, poiché Althusser ha beneficiato di un "non luogo a procedere" che lo ha preservato dal processo. Althusser decide, comunque, di intraprendere un'autobiografia, per spiegare a se stesso il suo gesto: uscirà col nome L'Avenir dure longtemps.
Il libro darà vita anche all'opera teatrale Le Caiman (2006), che mette in scena l'omicidio, aggiungendo un briciolo di ambiguità alle ragioni dello stesso.

## Pensiero
Nella filosofia, dice Althusser, è necessario ritornare a una prospettiva scientifica e determinista della teoria marxista, contro le interpretazioni e le utilizzazioni umaniste e ideologiche. Il filosofo afferma come esista una cesura epistemologica, che egli ravvisa tra il giovane Marx (i Manoscritti del 1844) e il Marx che stabilisce la concezione materialista della storia (L'Ideologia tedesca, Il Capitale...). Arriva alla tesi di Marx secondo cui ogni filosofia misconosce la realtà pratica cui corrisponde, particolarmente sul suo versante idealista.
Nel suo saggio "Contradiction and Overdetermination" (Contraddizione e sovradeterminazione) prende in prestito il concetto di sovradeterminazione dalla psicoanalisi, al fine di sostituire l'idea di "contraddizione" con un modello più complesso di causalità multiple in situazioni politiche (un'idea strettamente legata al concetto di Antonio Gramsci dell'egemonia).

### Leggere Marx come filosofo
Althusser intraprende una rilettura sistematica e minuziosa di Marx, per liberarne il fondo scientifico, contro le interpretazioni ideologiche dei partiti politici e la rimozione dovuta all'ideologia statalista dello stalinismo trionfante, dovendone disfare la mistificazione di Marx. Ma allo stesso tempo si tratta di una rilettura contro le interpretazioni umaniste ed economiciste (che vanno avanti di pari passo), che edulcorano il senso, la forza inventiva, la potenza analitica e il carattere originale, sovversivo e innovatore del testo. Nella sua prima raccolta, Pour Marx, dichiara di iniziare la rilettura di Marx per liberarlo dalle scorie depositate dalla storia: sul versante della storia politica, lo stalinismo; sul versante della storia delle idee (poiché non si può parlare davvero di tradizione filosofica riguardo alla letture e alle interpretazioni di Marx, particolarmente in Francia, di cui sottolinea la miseria della tradizione filosofica in questo ambito), l'evoluzionismo e le differenti forme imbastardite della filosofia illuminista.
A ciò bisogna aggiungere anche il contesto, o ancora lo stato della filosofia nelle università, prima di aver conosciuto, nei margini di quest'ultima, una rinascita con Jean Hyppolite, lettore e traduttore di Hegel; con Gaston Bachelard, Alexandre Koyré e Georges Canguilhem, fini epistemologi; con Martial Gueroult, lettore di Spinoza; con Marcel Conche, riscopritore degli antichi materialisti, di Montaigne e lettore attento di Heidegger; con Maurice Merleau-Ponty, che si fa importatore della fenomenologia in Francia prima di Emmanuel Lévinas. Un certo "nazionalismo filosofico" regna all'università, cosa che blocca la filosofia in uno angusto provincialismo, che fa quasi ignorare la tradizione tedesca dopo Kant (principalmente Hegel e Marx), si disinteressa dell'epistemologia, disprezza il filone materialistico della filosofia così come la psicoanalisi; il tutto viene riassunto da una critica dello stato della filosofia nella sua formulazione universitaria, che insegna una dotta ignoranza.
Althusser vuole, secondo i suoi sostenitori, rendere Marx di nuovo leggibile, disincrostandolo dai sedimenti che lo ricoprono, come la statua di Glauco, il dio marino di cui parla Rousseau nel Discorso sull'origine e i fondamenti della diseguaglianza tra gli uomini. Rendere Marx di nuovo leggibile è scoprire in Marx il filosofo ignorato finora: è il progetto di scoprire la sua filosofia, all'opera nel suo lavoro magistrale, Il Capitale; ugualmente, Marx in quanto teorico della storia, ed è la scoperta, da lui inaugurata, della pratica nuova di una storia che accede alla dimensione della scienza; infine, Marx in quanto iniziatore di una teoria del Capitale e della critica all'economia politica, quest'ultima qualificata come sublimazione degli interessi della borghesia eretti a disciplina dalle pretese sapienti.
Questa nuova leggibilità, che inaugura un interesse inedito per il Marx teorico maggiore, al di là delle metamorfosi dell'utilizzo politico che lo aveva completamente cancellato fino a farlo quasi sparire, sarà nei fatti un'iniezione di tutto quello che il pensiero contemporaneo valuta come più importante e creativo nel campo dell'epistemologia, della linguistica e della psicoanalisi, da cui importa alcuni concetti dando loro un nuovo senso e una nuova funzione. Da parte della tradizione, saranno fondamentalmente Hegel, Spinoza, Hobbes, Machiavelli e tutta la filosofia politica riletta e combinata, per non dire inserita al cuore delle analisi di Marx. Sarà la corrente detta strutturalista, antiumanista e critica dello storicismo (sotto l'effetto della lettura di Heidegger) che, in maniera concomitante con Lèvi-Strauss, Lacan e presto Foucault, faranno apparire nei loro campi rispettivi d'investigazione la realtà come effetto delle strutture.
Questa reinvenzione di Marx avrà per effetto un'autentica rinascita del pensiero marxista, allo stesso tempo contro il marxismo mummificato e contro l'appiattimento idealista che regna nelle università. Tale impresa incontrò un pubblico che era come in attesa di questo nuovo soffio, in cui di nuovo lo spirito abitava la filosofia, e per la prima volta quella di Marx.
La visione di Althusser è stata molto criticata dai marxisti "ortodossi", e non solo da essi: l'accusa di deformazione del pensiero di Marx è presente, ad esempio, nel film di Jean-Luc Godard Le Vent d'Est (1969), in cui si vede strappare la prefazione scritta da Althusser a Il Capitale.

### Teoria e pratica
"Nella Tesi n. 1 su Ludwig Feuerbach, esiste un'informazione capitale data da Marx: la mancanza più grande del materialismo finora è stata la dimenticanza sistematica dell'attività pratica. Non si deve interpretare questo come una nuova filosofia della prassi. Marx non fa intervenire una nuova nozione filosofica. Allude a «una realtà che possiede questa particolarità di essere allo stesso tempo presupposta da ogni discorso filosofico tradizionale, e di non essere per natura esclusa in alcuno». «Quest'irruzione della pratica nella tradizione filosofica […] costituisce in principio una critica radicale della forma di esistenza classica della filosofia». Oppure, l'irruzione della pratica è la denuncia di questa pretesa della filosofia di abbracciare il Tutto, di non avere qualcosa "di fuori". Questo "di fuori" che la filosofia vuol dare l'illusione di sottomettere alla verità è la prassi. La prassi non produce la Verità, ma le verità.
In Marx, la prassi non è un sostituto della Verità per una filosofia irremovibile (come per ogni filosofia della prassi). La pratica sorprende la filosofia sui suoi ritardi. La filosofia stima di «aver introdotto nel dominio del pensiero la totalità stessa di tutto quel che esiste, anche il fango, diceva Socrate, anche lo schiavo, diceva Aristotele, anche l'accumulazione della ricchezza da una parte e della miseria dall'altra, diceva Hegel». La filosofia vede tutto, pensa tutto. «Di fatto, ogni pratica sociale è nella filosofia, e la fabbricazione delle scarpe e delle navi, e il denaro, e il salario, e la politica e la famiglia...». Ma per riuscire a raggruppare tutto sotto la Verità, la filosofia non li ha semplicemente trasportati rispettando la loro natura. Li ha trasformati. Ed è il genio di Marx aver mostrato come e perché essa li trasformi" (Conferenza di Grenade, 1976: La transformation de la philosophie).
(in Matériaux, 1994)

## La ricezione di Althusser in Italia
Louis Althusser è stato un filosofo particolarmente letto in Italia. Principale motivo di ciò è la presenza nella penisola di un dibattito marxista che, già prima degli scritti althusseriani, aveva messo in crisi la presunta dipendenza hegeliana di Marx. In particolar modo è stato il filosofo Galvano della Volpe a proporre, prima di Althusser, una interpretazione antihegeliana, radicalmente antiidealistica, che prova a prendere accorte distanze dall'egemonica visione gramsciana storicistica.
Tra gli studiosi italiani che ancora oggi presentano un forte debito verso Althusser vi sono Gianfranco La Grassa e Augusto Illuminati. Inoltre, particolarmente attiva è l'associazione "Amici di Louis Althusser" che fa capo alla professoressa Maria Turchetto e che negli ultimi anni ha riproposto una serie di pubblicazioni e riedizioni degli scritti althusseriani presso la casa editrice milanese Mimesis. Nel campo della critica dell'economia politica, al contributo althusseriano si è più volte ispirato Emiliano Brancaccio.

## Opere
- L'internationale des bons sentiments (1946);
- Le retour à Hegel (1950); Il contenuto in Hegel, Mimesis, Milano 2015
- Sur l'obscénité conjugale (1951);
- Montesquieu, la politique et l'histoire (1959); Montesquieu, la politica e la storia, Manifestolibri, Roma 1995
- Pour Marx (1965; nuova edizione 1996; trad. it.: Per Marx, Roma, 1974, Mimesis, Milano 2008);
- (con Etienne Balibar, Roger Establet, Pierre Macherey e Jacques Rancière) Lire Le Capital, 2 volumi (1965; trad. it.: Leggere Il Capitale, Feltrinelli, Milano 1976, Mimesis, Milano 2006);
- Philosophie et philosophie spontanée des savants (1967; nuova edizione 1974; trad. it.: Filosofia e filosofia spontanea degli scienziati, De Donato, Bari 1976, Unicopli, Milano 2000);
- Sur Lévi Strauss (1966);
- Sur Feuerbach (1967; trad. it.: Su Feuerbach - in appendice: Su Lévi Strauss, Mimesis, Milano 2003);
- Sur Brecht et Marx (1968);
- Lénine et la philosophie (1969; nuova edizione 1972; trad. it.: Lenin e la filosofia, Jaca Book, Milano, 1974);
- Machiavel et nous (1972-1986; trad. it.: Machiavelli e noi, Manifestolibri, Roma 1999);
- Réponse à John Lewis (1973; trad. it.: I marxisti non parlano mai al vento. Risposta a John Lewis, Mimesis, Milano 2005);
- Éléments d'autocritique (1974; trad. it.: Elementi di autocritica, Feltrinelli, Milano 1975);
- Ideologie et appareils ideologiques d'Etat, Sull'ideologia, Dedalo, Bari 1976
- Positions, (1976; nuova edizione 1982);
- La Transformation de la philosophie: conférence de Grenade (1976).
- Cremonini, peintre de l'abstrait (1977);
- Lam (1977);
- Ce qui ne peut plus durer dans le parti communiste (1978); Quel che deve cambiare nel Partito comunista, Garzanti, Milano 1978
- Marx dans ses limites (1978; trad. it.: Marx nei suoi limiti, Mimesis, Milano 2004);
- Philosophie et marxisme: entretiens avec Fernanda Navarro (1984-1987);
- L'avenir dure longtemps (seguito da Les faits), su geocities.com. URL consultato il 14 luglio 2006 (archiviato dall'url originale il 29 maggio 2005). (1992); L'avvenire dura a lungo; seguito da I fatti, Guanda, Parma 1992
- Journal de captivité (Stalag #4 1940-1945) (1992);
- Écrits sur la psychanalyse. Freud et Lacan (1976; Freud e Lacan, Editori Riuniti, Roma 1977, nuova ed., 1993; trad. it.: Sulla psicanalisi. Freud e Lacan, Raffaello Cortina, Milano 1994);
- Sur la philosophie (1994; trad. it.: Sulla filosofia, Unicopli, Milano 2001);
- Écrits philosophiques et politiques, vol. 1 (1994); vol. 2 (1997);
- Sur la reproduction (1995); Lo Stato e i suoi apparati, Editori Riuniti, Roma 1997
- L'unica tradizione materialista: Spinoza, CUEM, Milano 1998
- Solitude de Machiavel (1998),
- Lettres à Franca (1961-1973), (1998).
- Sul materialismo aleatorio, Unicopli, Milano 2000, Mimesis, Milano 2006
- L'impense de Jean-Jacques Rousseau, L'impensato di J.-J. Rousseau, Mimesis, Milano 2003
- Psychanalyse et sciences humaines, Psicoanalisi e scienze umane: due conferenze, Mimesis, Milano 2014
- Initiation à la philosophie pour les non-philosophes, 2014, Filosofia per non filosofi, Dedalo, Bari 2015
- Des rêves d'angoisse sans fin: Récits de rêves (1941-1967), suivi de Un meurtre à deux (1985), Grasset/Imec, 2015
- Etre marxiste en philosophie, 2015, Essere marxisti in filosofia, Dedalo, Bari 2017
- Les vaches noires, Le vacche nere, Mimesis, Milano 2018
- La contingenza dell'inizio. Scritti sul materialismo di Rousseau, Mimesis, Milano 2018
- Écrits sur l'Histoire (1963-1986), PUF (collection Perspectives critiques); 2018.
- Que faire ?, PUF (collection Perspectives critiques); 2018.

## Althusseriana
All'interno della collana “Althusseriana” curata dall'associazione "Louis Althusser" ed edita prima da Unicopli e poi da Mimesis sono state ristampate le seguenti opere: 
- Filosofia e filosofia spontanea degli scienziati, Unicopli, Milano 2000
- Sul materialismo aleatorio, Unicopli, Milano 2000 (ristampa Mimesis, Milano 2006)
- Sulla filosofia, Unicopli, Milano, 2001
- L'impensato di J.-J. Rousseau, Mimesis, Milano 2003
- Su Feuerbach - in appendice: Su Lévi Strauss, Mimesis, Milano 2003
- Marx nei suoi limiti, Mimesis, Milano 2004
- I marxisti non parlano mai al vento. Risposta a John Lewis, Mimesis, Milano 2005
- Leggere Il Capitale, Mimesis, Milano 2006
- Per Marx, Mimesis, Milano 2008
- Psicoanalisi e scienze umane: due conferenze, Mimesis, Milano 2014
- Il contenuto in Hegel, Mimesis, Milano 2015
- Le vacche nere. Intervista immaginaria, Mimesis, Milano 2018
- La contingenza dell'inizio. Scritti sul materialismo di Rousseau, Mimesis, Milano 2018
- L'imperialismo e altri scritti sulla storia, Mimesis, Milano 2020
- Che fare?, Mimesis, Milano 2022